# Bình Hòa Phước
Bình Hòa Phước là một xã cũ thuộc huyện Long Hồ, tỉnh Vĩnh Long, Việt Nam.

## Địa lý
Xã Bình Hòa Phước có diện tích 13,96 km², dân số năm 1999 là 9375 người, mật độ dân số đạt 672 người/km².

## Hành chính
Xã Bình Hòa Phước được chia thành 6 ấp: Bình Hòa 1, Bình Hòa 2, Phú An 1, Phú An 2, Phước Định 1, Phước Định 2.